# Bahnhof Allensbach
Der Bahnhof Allensbach ist neben dem Haltepunkt Hegne einer von zwei Bahnstationen in der baden-württembergischen Gemeinde Allensbach am Bodensee. Er liegt am Streckenkilometer 403,1 der Badischen Hauptbahn und wird von Zügen der DB Regio und der SBB GmbH, der deutschen Tochtergesellschaft der Schweizerischen Bundesbahnen (SBB), bedient. Gemäß der Eisenbahn-Bau- und Betriebsordnung handelt es sich heute jedoch nicht mehr um einen Bahnhof, sondern um einen Haltepunkt. Allensbach gehört – wie der gesamte Landkreis Konstanz – seit 1996 dem Verkehrsverbund Hegau-Bodensee (VHB) an. Die Adresse des Empfangsgebäudes lautet Konstanzer Straße 12.

## Geschichte
Der Bahnhof Allensbach wurde am 13. Juni 1863 als Personen-, Post- und Güterstation am, damals eingleisigen, letzten Abschnitt der Badischen Hauptbahn von Waldshut nach Konstanz eröffnet. An diesem Tag hielt hier um 14:30 Uhr ein Sonderzug mit Großherzog Friedrich I. für fünf Minuten.

Die Karlsruher Zeitung schrieb dazu 1866:

„Bemerkenswerth ist nur die Stelle kurz vor der Station im Dorfe Allensbach, wo der Bahnkörper in den See hineingreift. Es mussten 18 Gebäude entfernt werden.“

Vier Züge in jede Richtung hielten damals täglich in Allensbach. 
Der Bau der Eisenbahnstrecke, die in Allensbach erst seit 1904 zweigleisig ist, veränderte den Straßenverlauf des Ortes nachhaltig. Die alte durchgehende Staatsstraße, Radolfzeller Straße – Steig – Hegner Straße und Hochstraße in Richtung Konstanz, verlor durch die Eisenbahn an Bedeutung. Das Bahnhofsareal wurde über ein halbes Jahrhundert zu einer Großbaustelle: bis 1965 verfügte die Station über eine erweiterte Gleisanlage mit Verladeplatz, eine im Osten gelegene Güterhalle und eine befahrbare Brückenwaage. Wichtigstes zu verladendes Transportgut für die Schiene war Langholz.
Über 100 Jahre verrichteten die Dampflokomotiven ihren Dienst, bis sie Ende der 1960er Jahre von Diesellokomotiven abgelöst wurden. Seit September 1977 ist die Strecke elektrifiziert.
1996 hielten in Allensbach morgens und nachts zwei bis drei Zugpaare der InterRegio-Linie Hamburg – Konstanz, die ab 2002 ohne Halt in Allensbach als InterCitys verkehrten und 2014 eingestellt wurden.
Im Zuge des „Seehas“-Konzeptes erweiterte die Mittelthurgaubahn (MThB) 1994 ihr Streckennetz über Konstanz hinaus bis nach Engen. Die seit 2002 von der SBB GmbH betriebenen „Seehas“-Züge halten halbstündlich je Richtung auch in Allensbach.
Im Dezember 2015 wurde am Bahnhof Allensbach in einem Pavillon zwischen dem Bahnsteig zu Gleis 1 und der Hauptstraße das bundesweit achte Video-Reisezentrum der Deutschen Bahn eröffnet.

### Bahnverkehr
Heute halten täglich rund 100 Züge im Bahnhof Allensbach. Täglich werden über 3000 Ein- und Ausstiege gezählt, die die Regional-Express-Züge der Relation Konstanz–Karlsruhe der Deutschen Bahn und den „Seehas“ Konstanz–Engen der SBB GmbH nutzen.
| Linie | Strecke | Frequenz      |
| ----- | --- | ------------- |
| RE 2  | Karlsruhe Hbf – Baden-Baden – Achern – Offenburg – Villingen (Schwarzw) – Singen (Hohentwiel) – Radolfzell – Allensbach – Konstanz | 60 min        |
| RE 4  | Stuttgart Hbf – Böblingen – Herrenberg – Horb – Rottweil – Tuttlingen – Singen (Hohentwiel) – Radolfzell – Allensbach – Konstanz   | Einzelne Züge |
| S 6   | Engen – Mühlhausen (b Engen) – Singen (Hohentwiel) – Radolfzell – Allensbach – Konstanz                                            | 30 min        |

### Busverkehr
An der unmittelbar vor dem Bahnhof befindlichen Haltestelle Allensbach, Bahnhof halten Busse der Stadtbus Tuttlingen Klink GmbH in Richtung Hegne, Langenrain, Dettingen und Wollmatingen.

### Fahrradverkehr
Am Bahnhof Allensbach befindet sich eine überdachte Radabstellanlage. Am Bahnhof Allensbach beginnt ein Abschnitt des Bodensee-Rundwanderweges.